# Langues mélanésiennes

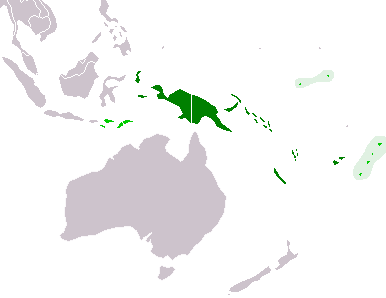
La Mélanésie

En linguistique, le mélanésien est un terme obsolète faisant référence aux langues austronésiennes de la Mélanésie : c'est-à-dire les langues océaniques, malayo-polynésiennes orientales ou malayo-polynésiennes du centre-est en dehors du polynésien et du micronésien. Une classification typique des langues austronésiennes ca. 1970 les diviserait en quelque chose comme les branches suivantes : 
- Langues formosanes (nord)
- Malayo-polynésien occidental
- Malayo-polynésien oriental
  - Langues mélanésiennes (y compris fidjien )
  - Langues micronésiennes
  - Langues polynésiennes

On sait maintenant que les langues mélanésiennes ne forment pas de nœud généalogique : elles sont au mieux paraphylétiques, et très probablement polyphylétiques ; comme le papou, le terme est maintenant utilisé par commodité et parfois placé entre guillemets .  Bien que le terme ait été au moins au début partiellement racial plutôt que linguistique, le mélanésien et les autres langues malayo-polynésiennes du centre-est sont typologiquement similaires, car ils sont les langues austronésiennes les plus fortement restructurées sous l'influence de diverses familles de langues papoues.

## Langues de la Mélanésie
La plupart des langues de la Mélanésie appartiennent à la famille des langues austronésiennes ou à l'une des nombreuses familles papoues. En un seul décompte, il y a 1319 langues en Mélanésie, dispersées sur un petit territoire. La proportion de 716 kilomètres carrés par langue est de loin le taux de langues le plus dense par rapport à la masse terrestre de la planète, presque trois fois plus dense qu'au Nigeria, pays célèbre pour son grand nombre de langues dans une zone compacte. 
En plus de ce grand nombre de langues autochtones, il existe également un certain nombre de pidgins et de créoles. Le plus remarquable parmi ceux-ci sont Tok pisin, Hiri motu, Îles Salomon pidgin, bichlamar et le papou malais .